# 4-й Одеський міжнародний кінофестиваль
4-й Одеський міжнародний кінофестиваль пройшов із 12 по 20 липня 2013 року в Одесі, Україна.

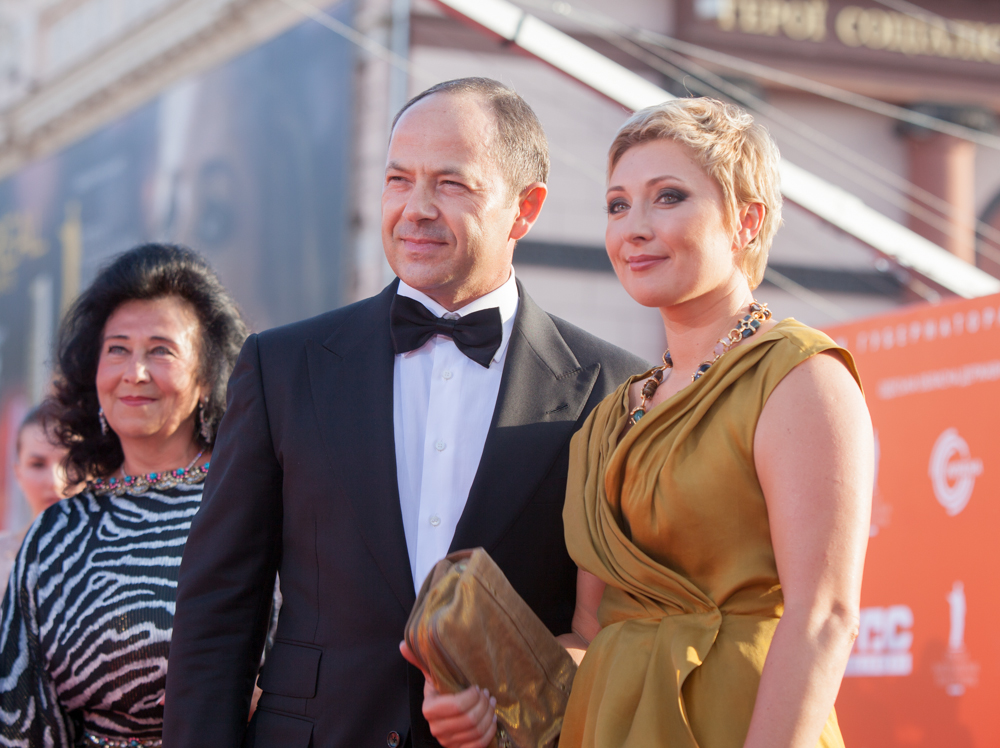
Вікторія та Сергій Тігіпко на червоній доріжці

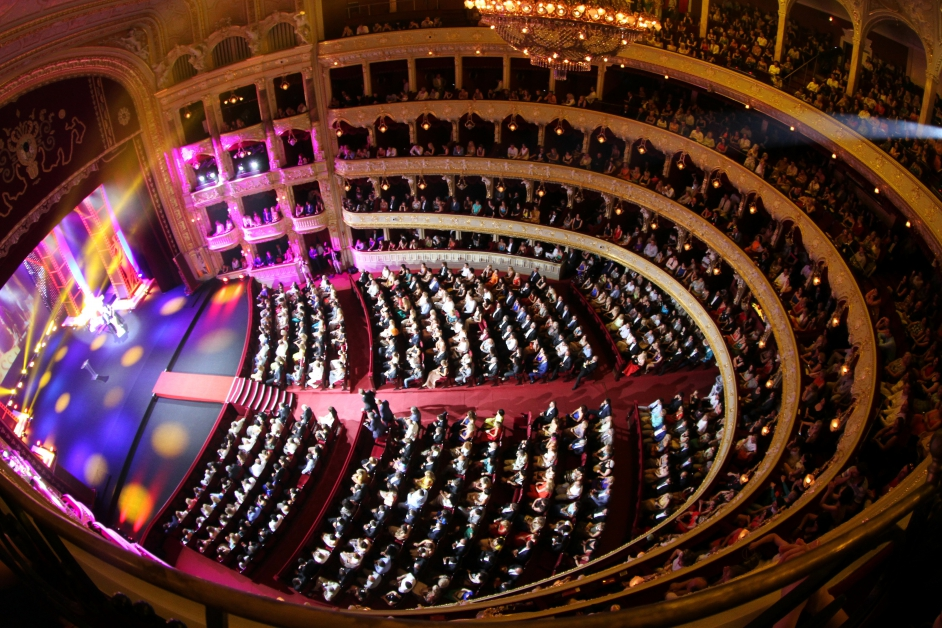
Церемонія відкриття у Одеському національному академічному театрі опери та балету

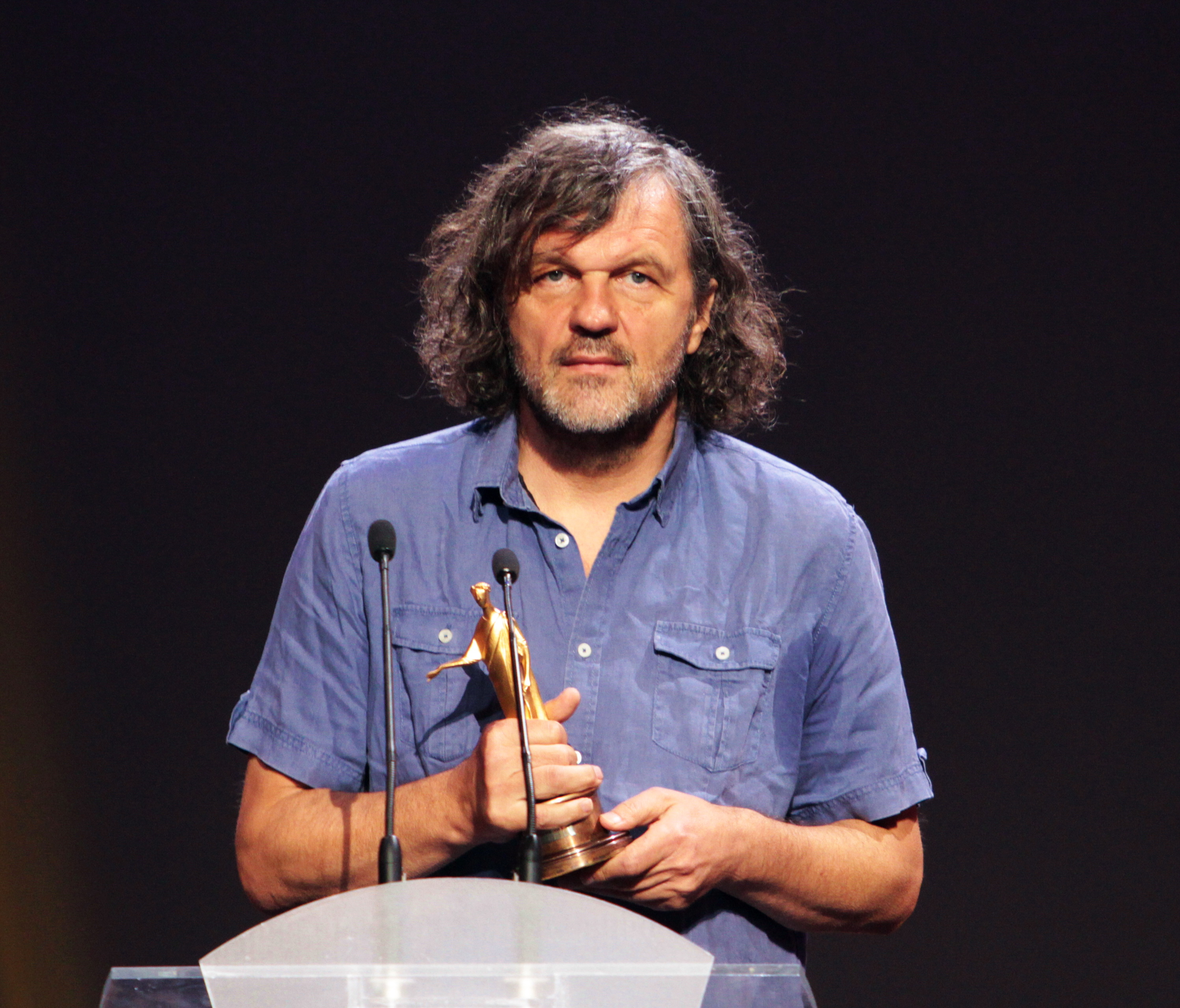
Церемонія відкриття. Емір Кустуріца із «Золотим Дюком»

Конкурсна програма зазнала деяких змін: блок «Української національної кінопремії» розділився на два підблоки — повнометражне та короткометражне кіно. Позаконкурсна частина складалася з програм «Гала-прем'єри», «Української гала-прем'єри» «Фестиваль Фестивалів» — останніх хітів світових кінофестивалів і вже традиційної для Одеського кінофестивалю програми «Тиждень російського кіно». Всього в основній конкурсній програмі, як і минулого року, представлено 12 фільмів з п'ятнадцяти країн світу. В українській — чотири повнометражних та 12 короткометражних фільмів. Головне журі очолив український режисер та кінопродюсер Олександр Роднянський, а українську національну кінопремію — шотландець Марк Казінс.
Новинками позаконкурсної програми цього року стали ретроспективи фільмів Сергія Параджанова та Майкла Вінтерботтома — 8 та 5 фільмів відповідно, а також серія «Спеціальні покази» та блок «Одеське кіно», в якому переважають короткометражні фільми одеських режисерів.
На церемонії відкриття 4-го Одеського міжнародного кінофестивалю, що пройшла 12 липня 2013 року в Одеському оперному театрі, публіці були представлені члени Міжнародного журі та оголошені фільми конкурсних програм.
Після урочистої ходи по червоній доріжці церемонію відкрила президент фестивалю Вікторія Тігіпко, яка привітала усіх присутніх. «З року в рік фестиваль не лише зростає, але й змінюється. 2010 рік був знаковим — адже ми провели перший фестиваль. На другому ОМКФ ми зробили важливий крок — заснували український національний конкурс. На третій рік ми знайшли свій, правильний формат — фестиваль став глядацьким і долю „Золотого Дюка“ за найкращий фільм ми доручили визначати вам! Сьогодні ми упевнені, що це був дуже розумний крок. Саме завдяки нашим чудовим глядачам на 4-му ОМКФ на нас чекає неповторна атмосфера і, звичайно ж, дев'ять днів хорошого кіно», — сказала зі сцени Вікторія.
Яскравим акцентом церемонії відкриття стало вручення першого «Золотого Дюка» 4-го ОМКФ. Під овації публіки губернатор Одеської області Едуард Матвійчук вручив цю нагороду за вклад у кіномистецтво Еміру Кустуриці, який є почесним гостем кінофестивалю.

## Журі

Олександр Роднянський — голова журі

Головне міжнародне журі Одеського кінофестивалю:
- Олександр Роднянський — голова журі, режисер, кінопродюсер та медіаменеджер,  Україна
- Таня Сегачан — кінопродюсер,  Велика Британія
- Нана Джорджадзе — кінорежисер, акторка, сценарист, художник, викладач,  Грузія
- Андрій Курков — письменник, сценарист,  Україна
- Франциска Петрі — кіноакторка,  Німеччина

Журі українського національного конкурсу:
- Марк Казінс — голова журі,  Велика Британія ( Шотландія)
- Тамара Татішвілі — кінопродюсер,  Грузія
- Жорж Боллон — засновник міжнародного фестивалю короткометражного кіно у Клермон-Ферране,  Франція
- Вадим Храпачов — композитор,  Україна

Журі Міжнародної федерації кінопреси (ФІПРЕССІ):
- Гуннар Бергдал — кінокритик, журналіст, режисер,  Швеція
- Мила Новікова — кінокритик, історик мистецтв та організатор фестивалів,  Україна
- Деян Петкович — кінокритик, журналіст, філософ,  Сербія

Експерти пітчингу:
- Єва Дієдерікс — співзасновник та адміністративний директор компанії Elle Driver,  Франція
- Кірстен Ніхуус — виконавчий директор фонду Medienboard Berlin Brandenburg,  Німеччина
- Філіп Бобер — засновник та виконавчий директор компанії Coproducrion Office,  Франція
- Сергій Сельянов — продюсер та директор кінокомпанії СТВ,  Росія

## Конкурсна програма

### Конкурсна програма[2]
- «Автоінспекція» (Drogówka), режисер Войтек Смажовскі ( Польща)
- «Бджілка» (Miele), режисер Валерія Голіно ( Італія,  Франція)
- «Боржник» (The Liability), режисер Крейг Вівейрос ( Велика Британія)
- «Географ глобуса пропив» (Географ глобус пропил), режисер Олександр Веледінський ( Росія)
- «Закохатися до смерті» (The Necessary dead of Charlie), режисер Фредрік Бонд ( США)
- «Ланчбокс» (DABBA), режисер Рітеш Батра ( Індія,  Франція,  Німеччина)
- «Люди та звірі» (Domestic), режисер Адріан Сітару ( Румунія)
- «Майбутнє» (Il FuturoO), режисер Алісія Шерсон ( Чилі,  Німеччина,  Італія,  Іспанія)
- «Орли» (Itim ve Nevelot), режисер Дрор Сабо ( Ізраїль)
- «Параджанов», співрежисери Серж Аведікян, Олена Фетісова ( Україна,  Франція,  Вірменія,  Грузія)
- «Прості складнощі Ніко Фішера» (Oh boy), режисер Ян Оле Герштер ( Німеччина)
- «У цвіту» (Grzeli Nateli Dgeebi), режисери Нана Еквтімішвілі, Симон Гросс ( Грузія,  Німеччина,  Франція)

### Українська національна кінопремія (Україна)
В Українську національну конкурсну програму, увійшли 4 повнометражних і 12 короткометражних фільмів українського виробництва:

#### Повний метр
- «Delirium», режисер Ігор Подольчак
- «Креденс», режисер Валентин Васянович
- «Не хочу помирати», режисер Аліса Павловська
- «Параджанов», співрежисери Серж Аведікян, Олена Фетісова

#### Короткий метр
- «Helen», режисер Леся Калинська
- «Дорога», режисер Максим Ксьонда
- «Кінотеатр „Україна“», режисер Максим Мадонов
- «Металобрухт», режисер Дмитро Глухенький
- «Німфо», режисер Олег Борщевський
- «Обійми», режисер Філіп Сотниченко
- «Перший крок у хмарах», режисер Аліна Горлова
- «Побаченни», режисер Євген Матвієнко
- «Помин», режисер Ірина Цілик
- «Сери та сеньйори», режисер Олександр Течинський
- «Уроки української», режисер Руслан Батицький
- «Ядерні відходи», режисер Мирослав Слабошпицький

## Позаконкурсна програма

### Фільм відкриття
- «Надія не згасне» (All is lost), режисер Джеффрі (Джей Сі) Чендор ( США)

### Кіно-Live
- «Схід: Пісня двох людей» (Sunrise: A Song of Two Humans) режисер Фрідріх Вільгельм Мурнау ( США)

### Гала-прем'єри
- «Вічне повернення», режисер Кіра Муратова ( Україна)
- «Велика краса» (La Grande Bellezza), режисер Паоло Соррентіно ( Франція,  Італія)
- «Дівчина і смерть» (Het Meisje en de Dood), режисер Йос Стеллінг ( Нідерланди,  Росія,  Німеччина)
- «Елітне суспільство» (The bling ring), режисер Софія Коппола ( США)
- «Камілла Клодель, 1915» (Camilla Claugel, 1915), режисер Брюно Дюмон ( Франція)
- «Коли я помирала» (As I lay dying), режисер Джеймс Франко ( США)
- «Король Сохо» (The look of Love), режисер Майкл Вінтерботтом ( США,  Велика Британія)
- «Лавлейс» (Lovelace), режисери Роб Епштейн, Джеффрі Фрідмен ( США)
- «До півночі» (Before Midnight), режисер Річард Лінклейтер ( США)
- «Найкраща пропозиція» (La Migliore Offerta), режисер Джузеппе Торнаторе ( Італія,  США)
- «Піна днів» (Mood Indigo), режисер Мішель Гондрі ( Франція,  Бельгія)
- «Пристрасті Дон Жуана» (Don Jon), режисер Джозеф Гордон-Левітт ( США)
- «Стокер» (Stoker), режисер Пак Чхан Ук ( США,  Велика Британія)
- «Френсіс Ха» (Frances Ha), режисер Ноа Баумбах ( США)

#### Українські гала-прем'єри (Україна)
- «Lomбард», режисер Любомир Левицький
- «Синевир», режисери Олександр Альошечкін, В'ячеслав Альошечкін
- «Табір» («Лолі калі шуба»), режисер Олександр Балагура

### Фестиваль фестивалів
- «Жиртрест» (Larzanandeye Charbi), режисер Мухаммад Ширвані ( Іран)
- «Картопля» (Jiseul), режисер Муель О ( Південна Корея)
- «Показовий процес: історія Pussy Riot» (Pussy Riot: a pink prayer), режисери Майк Лернер, Максим Поздоровкін ( Росія,  Велика Британія)
- «Танок реальності» (La danze de la realidad), режисер Алехандро Ходоровскі ( Чилі)
- «Фінальний монтаж» (Final cut: Hölgyeim És Uraim), режисер Дьєрдь Палфі ( Угорщина)

### Тиждень російського кіно (Росія)
- «Гра у правду» (Игра в правду), режисер Віктор Шаміров
- «Довге щасливе життя» (Долгая счастливая жизнь), режисер Борис Хлєбніков
- «Майор» (Майор), режисер Юрій Биков
- «Небесні дружини лугових марі» (Небесные жены луговых мари), режисер Оліксій Федорченко
- «Очікуючи море» (В ожибании моря), режисер Бахтіяр Худойназаров +( Франція,  Німеччина,  Україна,  Казахстан,  Бельгія)
- «Поки ще жива» (Пока еще жива), режисер Олександр Атанесян +( Україна)
- «Труба» (Труба), режисер Віталій Манський +( Чехія,  Німеччина)

### Ретроспектива фільмівСергія Параджанова
- «Андрієш»
- «Тіні забутих предків»
- «Київські фрески»
- «Акоп Овнатанян»
- «Саят-Нова»
- «Легенда про Сурамську фортецю»
- «Арабески на тему Піросмані»
- «Маестро», режисер Олександр Кайдановський ( Росія)

### Ретроспектива фільмівМайкла Вінтерботтома
- «Джуд» (Jude), ( Велика Британія)
- «Король Сохо» (The look of Love), ( США,  Велика Британія)
- «Трістрам Шенді: Історія півника та бичка» (Tristan Shandy: A cock and bull story), ( Велика Британія)
- «Убивця в мені» (The killer inside me), ( США,  Велика Британія,  Швеція,  Канада)
- «Цілодобові тусівки» (24 hour party people), ( Велика Британія,  Франція,  Нідерланди)

### Спеціальні покази
- «1001 рецепт закоханого кулінара» (Shekvarebuli kulinaris ataserti retsepti), режисер Нана Джорджадзе ( Україна,  Грузія,  Франція,  Німеччина,  Росія,  Бельгія)
- «Вірність» (Верность), режисер Петро Тодоровський ( СРСР)
- «Зрада» (Измена), режисер Кірілл Сєрєбренніков ( Росія)
- «Машина Джеймс Менсфілд» (Jayne mansfield's car), режисер Біллі Боб Торнтон ( США)
- «Моє літо кохання» (My summer of love), режисер Павло Павліковські ( Велика Британія)
- «Парадіз. Надія» (Paradies^ Hoffnung), режисер Ульріх Зайдль ( Франція,  Німеччина,  Австрія)
- «Потяги під пильним наглядом» (Ostre sledovane vlaky), режисер Їржі Менцель ( Чехословаччина)
- «Приморський бульвар», режисер Олександр Полинніков ( СРСР)
- «Про дітей та кіно» (A story of children ahd film), режисер Марк Казінс ( Велика Британія)
- «Світ Кормана: Звершення голлівудського бунтівника» (Corman's world: Exploits of a Hollywood rebel), режисер Алекс Степлтон ( США)

### Одеське кіно
- «Буффонада на тему чужих грошей» (Буффонада на тему чужих денег), режисер Анастасія Урсу ( Україна)
- «Ноктюрн для опалого листя» (Ноктюрн для опавших листьев), режисер Олександр Морэв ( Україна)
- «Портрет» (The portrait), режисер Анастасія Старова ( Україна)
- «Ранок вечора» (Утро вечера), режисер Катерина Гречко ( Україна)
- «САД ОМ», режисер Анастасія Мамонтенко, Гліб Скоробогатов ( Україна)
- «Тиша» (Тишина), Єлизавета Коротка ( Україна)
- «У ванній» (В ванне), режисер Ігор Морозов ( Україна)
- «Чарівні історії: Еліксир доброти», режисер Лілія Солдатенко ( Україна)
- «Чоловік з французького бульвару» (Человек с французкого бульвара), режисер Тетяна Дубасова, Катерина Єлохова, Олександр Колбовський ( Росія)

### Фільм-закриття
- «Замок в Італії» (Un Chateau en Italie), режисер Валерія Бруні-Тедескі ( Франція)

## Спеціальні події
За традицією, однією з наймасштабніших подій фестивалю став концерт просто неба на знаменитих Потьомкінських сходах. 12 липня у день відкриття фестивалю тут виступав знаменитий сербський режисер та музика — Емір Кустуріца зі своїми друзями — The No Smoking Orchestra. Також, за традицією кінофестивалю, 13 липня на одеських сходах відбувся масштабний кіноперформанс у супроводі симфонічного оркестру — показ кінопоеми «Схід: Пісня двох людей» (1927), знятої класиком німецького кіно-експресіонізму Фрідріха Мурнау. Цей фільм позначив сходження ери звукового кіно і отримав три статуетки «Оскар» на першій в історії церемонії вручення нагород Американської кіноакадемії.

## Переможці фестивалю
Церемонія нагородження переможців 4-го Одеського міжнародного кінофестивалю відбулася 20 липня 2013 в Одеському театрі опери і балету.
Міжнародна конкурсна програма
- Гран-прі фестивалю — «Географ глобуса пропив», реж. Олександр Веледінський (Росія)
- Головний приз фестивалю за найкращий фільм — «Географ глобуса пропив», реж. Олександр Веледінський (Росія)
- Приз за найкращу режисуру — Рітеш Батра, «Ланчбокс» (Індія, Франція, Німеччина)
- Найкраща акторська робота — Акторський дует — Ліка Баблуані і Маріам Бокерія «У цвіту», реж. Нана Еквтімішвілі, Симон Гросс (Грузія, Німеччина, Франція)
- Спеціальна нагорода журі — «Сери та сеньйори», реж. Олександр Течинський (Україна)

Українська національна конкурсна програма
- Приз «Золоті Дюк» за найкращий український повнометражний фільм — «Параджанов», реж. Серж Аведікян, Олена Фетісова (Україна, Франція, Вірменія, Грузія)
- Приз «Золоті Дюк» за найкращий український короткометражний фільм — «Дорога», реж. Максим Ксьонда (Україна)
- Дипломи журі : «Сери та сеньйори», реж. Олександр Течинський (Україна).